# SIG Sauer AG
A SIG Sauer AG é um fabricante suíço de armamentos. A empresa foi registrada anteriormente como SAN Swiss Arms AG e mudou seu nome para SIG Sauer AG em dezembro de 2019. Era conhecida como SIG Arms AG antes de 2000, quando foi adquirida pelos investidores alemães Michael Lüke e Thomas Ortmeier da controladora Schweizerische Industrie Gesellschaft. A empresa agora faz parte da L&O Holding, que também é proprietária da SIG Sauer GmbH & Co.KG, sediada na Alemanha, e da SIG Sauer Inc., sediada nos EUA.